# Mittelsömmern
Mittelsömmern ist eine Gemeinde im Unstrut-Hainich-Kreis in Thüringen. Sie gehört der Verwaltungsgemeinschaft Bad Tennstedt mit Sitz in der Stadt Bad Tennstedt an.

## Geografie
Mittelsömmern liegt in unmittelbarer Nähe des Naturschutzgebietes Großer Horn sowie am heute noch bekannten Königsleuteweg, in der Nähe früherer Reisewege, wie auch in unmittelbarer Nähe des Thüringer Thingplatzes (Tretenburg zwischen Schwerstedt und Gebesee).

### Geologie
Die Bodenarten zeigen größte Verschiedenheiten auf. Beim Anbau pflanzlicher Kulturen nimmt der Anbau von Halmfrucht eine große Stellung ein.
Der Boden besteht in der Hauptsache aus Muschelkalk und Lösslehm bzw. unterem Keuper, was den Boden sehr fruchtbar macht.
Auch die Bodenflora ist sehr reichhaltig.

### Nachbargemeinden
Nachbargemeinden sind Freienbessingen, Greußen, Hornsömmern, Kutzleben, Haussömmern, Bruchstedt und Blankenburg.

## Geschichte
Bereits in der Steinzeit war das Gebiet durch nomadisierende Stämme besiedelt, wie Grabungsfunde in unmittelbarer Ortsnähe beweisen.
Die eigentliche Gründung mit einer sesshaften Bevölkerung fand allerdings erst in Altthüringerzeit statt. Der Ort geht höchstwahrscheinlich auf eine Gründung der Hermunduren (ein Germanen-Volksstamm) zurück. Im Codex Eberhardi wird der Ort Summaringen erwähnt, wobei nicht genau klar ist, welches der Sömmerdörfer tatsächlich gemeint ist. Diese Erwähnungen ziehen sich mehrere Jahrhunderte durch die Geschichtsschreibung, ohne jemals konkret zu werden. Es diente wahrscheinlich damals als eine globale Ortsangabe, zu der keiner eine nähere Unterscheidung brauchte. Dies änderte sich erst mit Zunahme der Bevölkerung und dem Anwachsen der Orte, was eine Unterscheidung notwendig machte und für die Sömmerdörfer dann im 13. Jahrhundert erfolgte. Die besondere Stellung Mittelsömmerns beweist auch die Einrichtung einer fränkischen Wachstation (in den 1960er Jahren durch Grabungen nachgewiesen). Nach dem Niedergang des Reiches der Thüringer im Jahre 531 versank der Ort zunächst in der Dunkelheit der Geschichte. Die Christianisierung des Gebietes fand erst unter fränkischer Herrschaft statt.
Der Ort gehörte bis 1815 zum kursächsischen Amt Langensalza und nach seiner Abtretung an Preußen von 1816 bis 1944 zum Landkreis Langensalza in der Provinz Sachsen.

### Namensentwicklung
Der Name Sömmern wird von Sumpf und Morast abgeleitet. Die Bezeichnung „Horn“ deutet die damalige Beschaffenheit des Landes an (sumpfiges Land). Die erste Schreibweise des Namens „Sömmern“ zu Anfang des 8. Jahrhunderts hieß „Sumaringa“, dann „Sumeringen“ und um 1270 „Someringen“. Im Jahre 1430 wurde „Sömmeringen“ geschrieben. Der Ort „Mittelsömmern“ wurde erstmals im Jahre 1262 erwähnt, jedoch die jetzige Schreibweise „Mittelsömmern“ erschien erst im Jahr 1555, während noch 1502 Mittelsömmeringen geschrieben wurde.

### Einwohnerentwicklung
| - 1945 – 329 - 1947 – 351 - 1948 – 355 - 1950 – 612 - 1951 – 620 - 1953 – 581 - 1954 – 532 | - 1956 – 470 - 1957 – 526 - 1961 – 431 - 1963 – 422 - 1965 – 403 - 1966 – 389 - 1974 – 342 | - 1979 – 297 - 1981 – 276 - 1984 – 279 - 1985 – 269 - 1986 – 261 - 1987 – 251 - 1989 – 246 | - 1990 – 254 - 1992 – 227 - 1994 – 222 - 1995 – 221 - 1996 – 230 - 1997 – 239 - 1998 – 245 | - 1999 – 241 - 2000 – 246 - 2001 – 243 - 2002 – 242 - 2003 – 244 - 2004 – 252 - 2005 – 248 | - 2006 – 248 - 2007 – 249 - 2008 – 240 - 2009 – 232 - 2010 – 227 - 2011 – 228 - 2012 – 229 | - 2013 – 231 - 2014 – 232 - 2015 – 227 - 2016 – 218 - 2017 – 213 - 2018 – 206 - 2019 – 202 | - 2020 – 205 - 2021 – 204 |

Die Einwohnerentwicklung von Mittelsömmern war in den ersten Jahren nach dem Zweiten Weltkrieg von einem relativ starken Anstieg der Einwohnerzahl gekennzeichnet, was auf die vertriebenen Umsiedler aus den ehemaligen Ostgebieten des Deutschen Reiches zurückzuführen ist. Seit Anfang der 1950er Jahre gab es dann ein nahezu kontinuierliches Absinken der Bevölkerungszahlen. Der Abwärtstrend verlangsamte sich Anfang der 1980er Jahre bis in die Gegenwart, in der wieder ein leichter Anstieg zu verzeichnen ist.

## Politik

### Gemeinderat
Der Rat der Gemeinde Mittelsömmern besteht aus sechs Ratsfrauen und Ratsherren. Bei den vergangenen Wahlen zum Gemeinderat haben die Wähler folgendermaßen abgestimmt:
Kommunalwahl 2024
- Wählergruppe Hornmops-Karneval-Club: Stimmenanteil 36,8 %, 2 Sitze
- Verein für Tradition- und Kulturgutpflege Mittelsömmern e. V.: 25,9 %, 2 Sitze
- Wählergruppe Natur- und Heimatfreunde Mittelsömmern: 19,4 %, 1 Sitz
- Freie Wählergemeinschaft Feuerwehr: 17,9 %, 1 Sitz

Die Wahlbeteiligung lag bei 80,2 Prozent.
Kommunalwahl 2019

- Wählergruppe Hornmops-Karneval-Club: Stimmenanteil 39,0 %, 2 Sitze
- Freie Wählergemeinschaft Feuerwehr: Stimmenanteil 30,5 %, 2 Sitze
- Verein für Tradition- und Kulturgutpflege Mittelsömmern e. V.: Stimmenanteil 20,4 %, 1 Sitz
- Wählergruppe Natur- und Heimatfreunde Mittelsömmern: Stimmenanteil 10,1 %, 1 Sitz

Die Wahlbeteiligung lag bei 74,6 Prozent.
Kommunalwahl 2014:
- Wählergruppe Hornmops-Karneval-Clup: Stimmenanteil 47,3 %, 3 Sitze
- Verein für Tradition- und Kulturgutpflege Mittelsömmern e. V.: Stimmenanteil 42,0 %, 2 Sitze
- Freie Wählergemeinschaft Feuerwehr: Stimmenanteil 10,6 %, 1 Sitz

Die Wahlbeteiligung lag bei 64,2 Prozent.
Kommunalwahl 2009:
- Freie Wählergemeinschaft Feuerwehr: Stimmenanteil 44,1 %, 3 Sitze
- CDU: Stimmenanteil 34,9 %, 2 Sitze
- Wählergruppe Hornmops-Karneval-Club: Stimmenanteil 21,1 %, 1 Sitz

Die Wahlbeteiligung lag bei 70,7 Prozent.

### Bürgermeister
Der ehrenamtliche Bürgermeister Thomas Drengenburg wurde am 27. September 2020 gewählt.

### Landtagswahl 2014
Bei der Thüringer Landtagswahl 2014 erzielte die Linke in Mittelsömmern mit 43,3 % der Zweitstimmen ihr landesweites Rekordergebnis.

## Kultur und Sehenswürdigkeiten

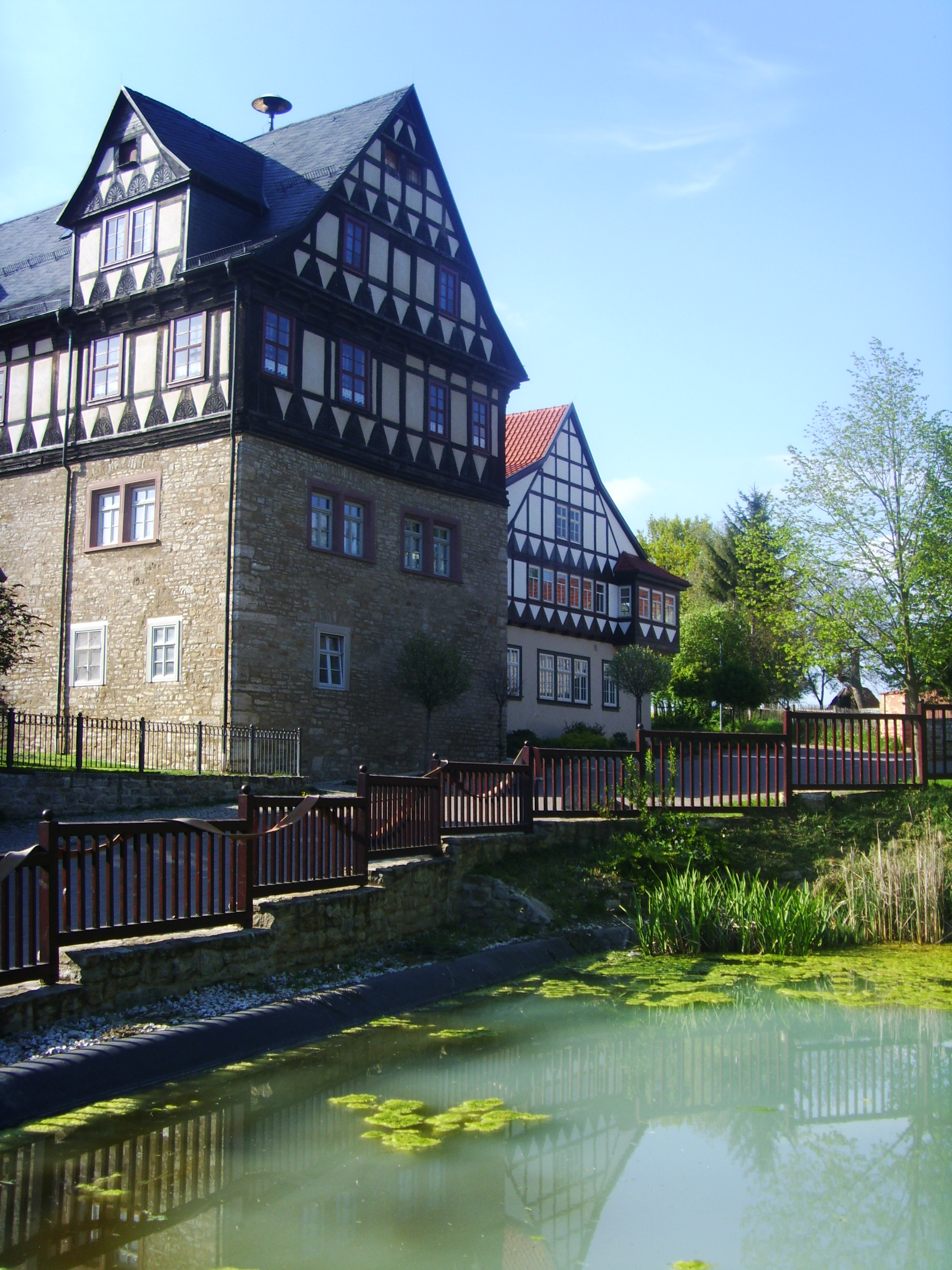
Der Edelhof in Mittelsömmern

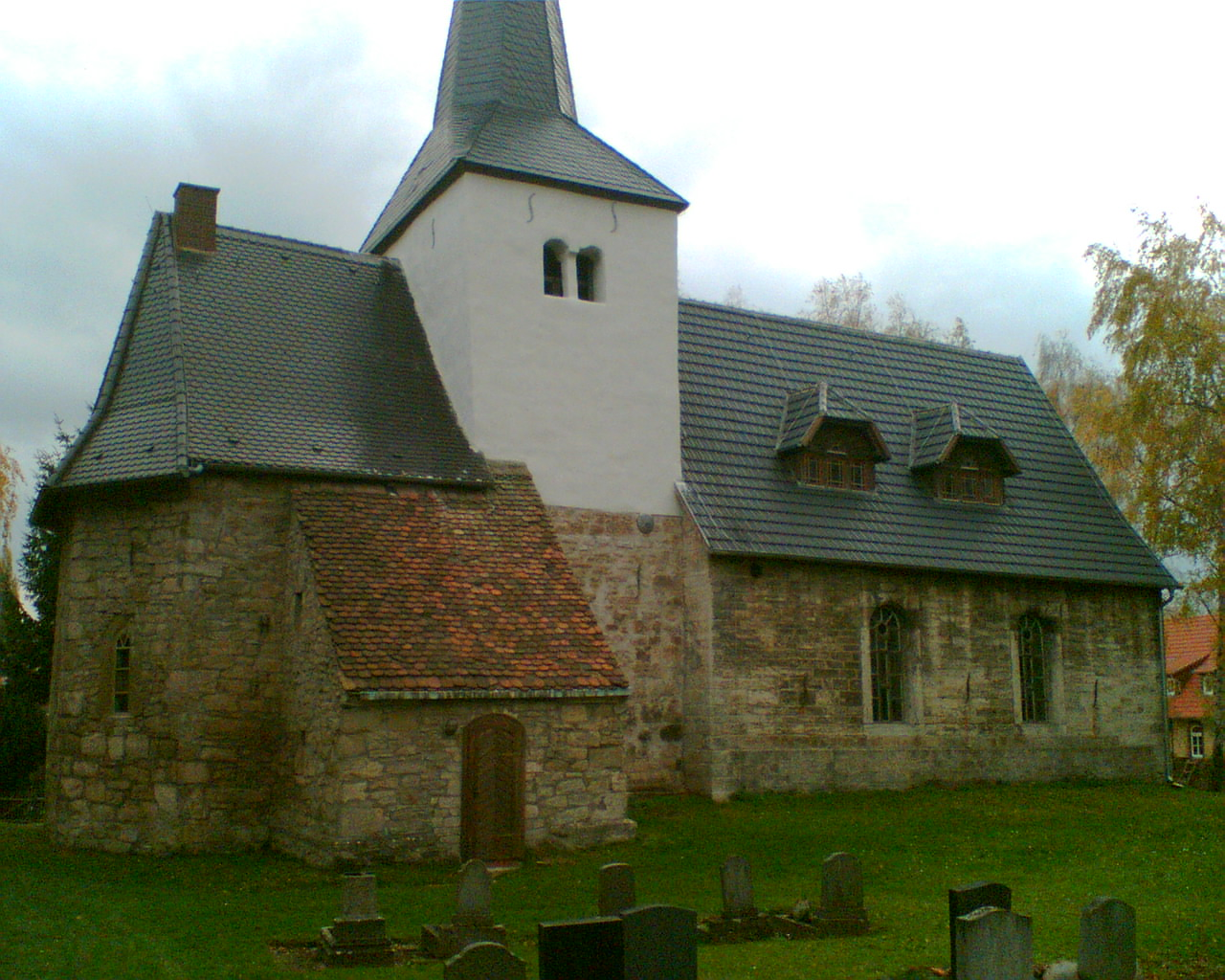
Die Kirche von Mittelsömmern

### Bauwerke
- Der Edelhof, ein denkmalgeschützter Fachwerkbau aus dem 13. Jahrhundert, wurde in den vergangenen Jahren umfangreich rekonstruiert und saniert.
- Die Kirche von Mittelsömmern, deren Erstbau wohl im 11. Jahrhundert entstanden ist, trägt den Namen St. Cyriax und St. Laurentij, wobei es sich um zwei fränkische Heilige handelt.
- Die Schule von Mittelsömmern ist 1895 neu erbaut worden.

### Naturdenkmäler
- Naturschutzgebiet Großer Horn: Das Waldgebiet hat eine Größe von ca. 148 ha, wovon ca. 21 ha Totalreservat sind und erstreckt sich über die Gemarkung der Gemeinden Freienbessingen im Kyffhäuser- sowie Mittelsömmern und Blankenburg im Unstrut-Hainich-Kreis.
- Das südöstlich vom Großen Hornholz gelegene Kloster Nauendorf der Benediktiner ist nur noch zu erahnen.

### Regelmäßige Veranstaltungen
Kirmes, Sommerfest, Tag des offenen Denkmals, Karneval, Frühlingsdisco und Pfingsten („Maibaum-Stellen“).

## Wirtschaft und Infrastruktur
Die Industrie hat im Ort noch keinen Eingang gefunden, jedoch steht die Landwirtschaft auf hoher Stufe, und kleinere Dienstleistungsunternehmen sind entstanden.

### Verkehr
Die Gemeinde Mittelsömmern wird von einer, von der Landstraße 2090 abkommenden Hauptstraße durchzogen sowie einem Landweg umschlossen.
Das öffentliche Verkehrsnetz ist größtenteils durch Gassen (10) sowie einer Allee (Höle) geprägt und ist ein sogenanntes Straßendorf.

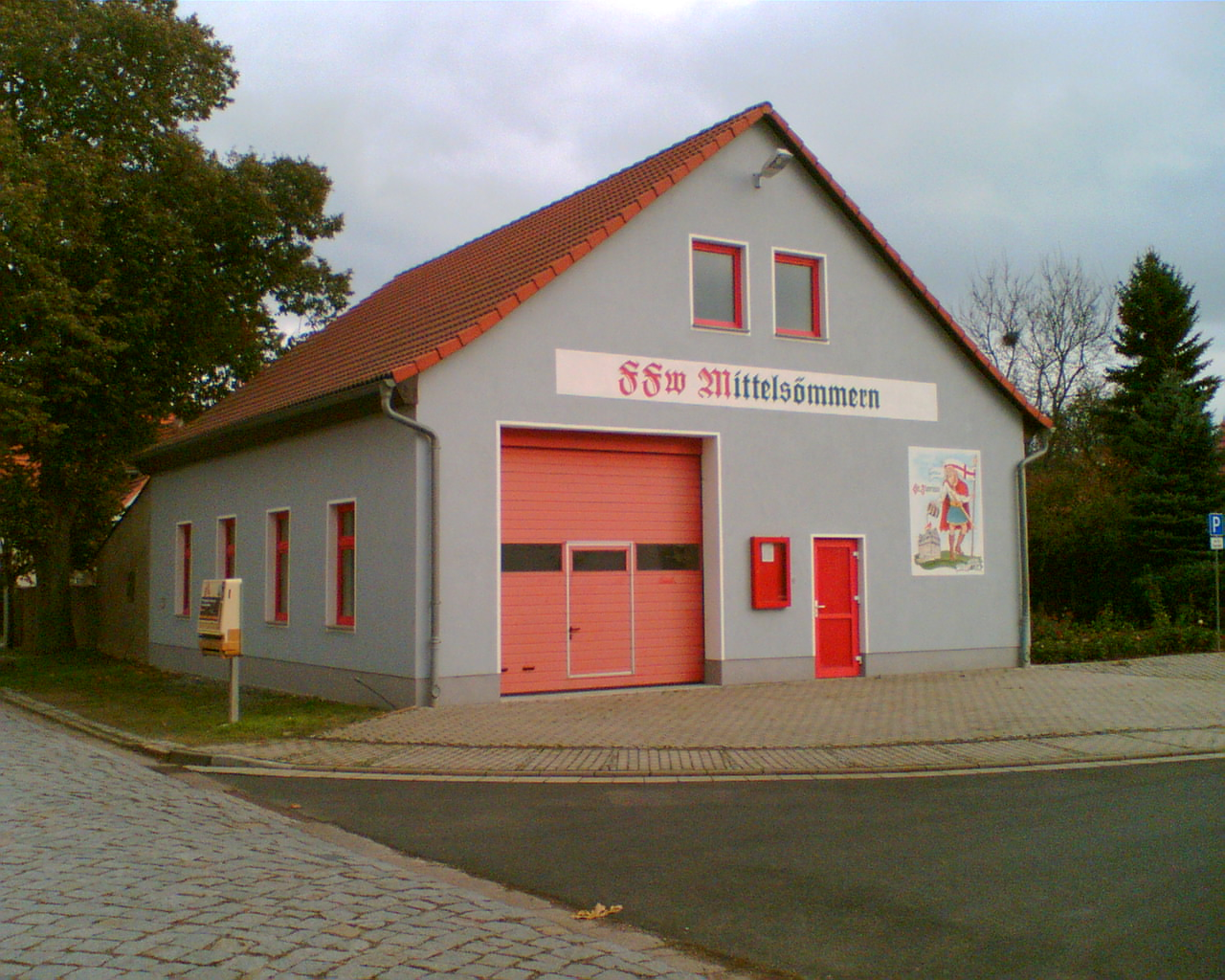
Das Feuerwehrhaus von Mittelsömmern in Nähe des Ortszentrums

### Öffentliche Einrichtungen
Freiwillige Feuerwehr; Kindertagesstätte Kinderland am Horn.

## Persönlichkeiten
- Dieter Georgi (1929–2005), evangelischer Theologe, Neutestamentler und Hochschullehrer